# Gnetum gnemon
Gnetum gnemon es una especie de gimnospermas, de la familia Gnetaceae. Es originario del sudeste de Asia, donde se lo denomina Melinjo o Belinjo.

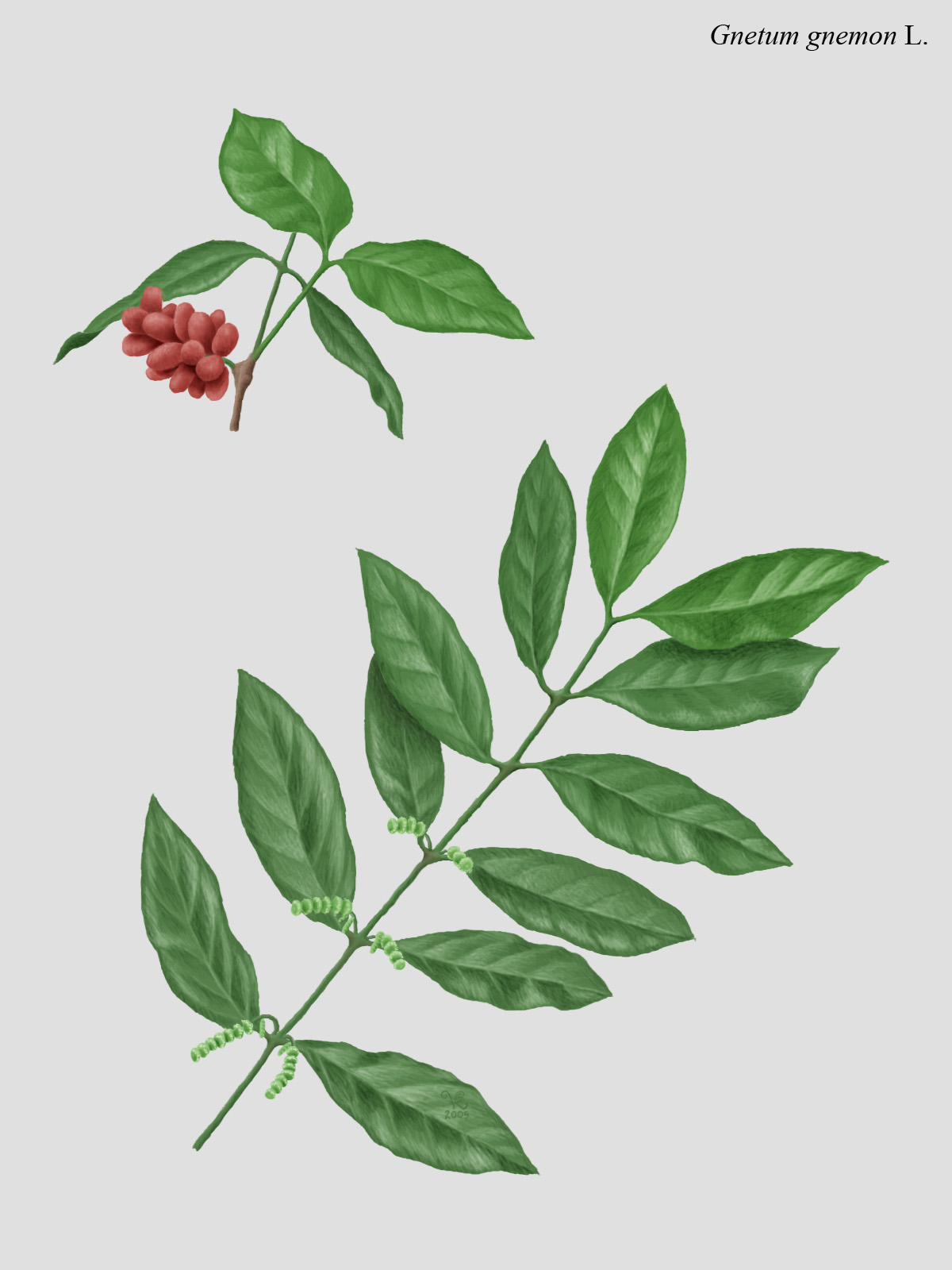
Ilustración

Estructura del Resveratrol

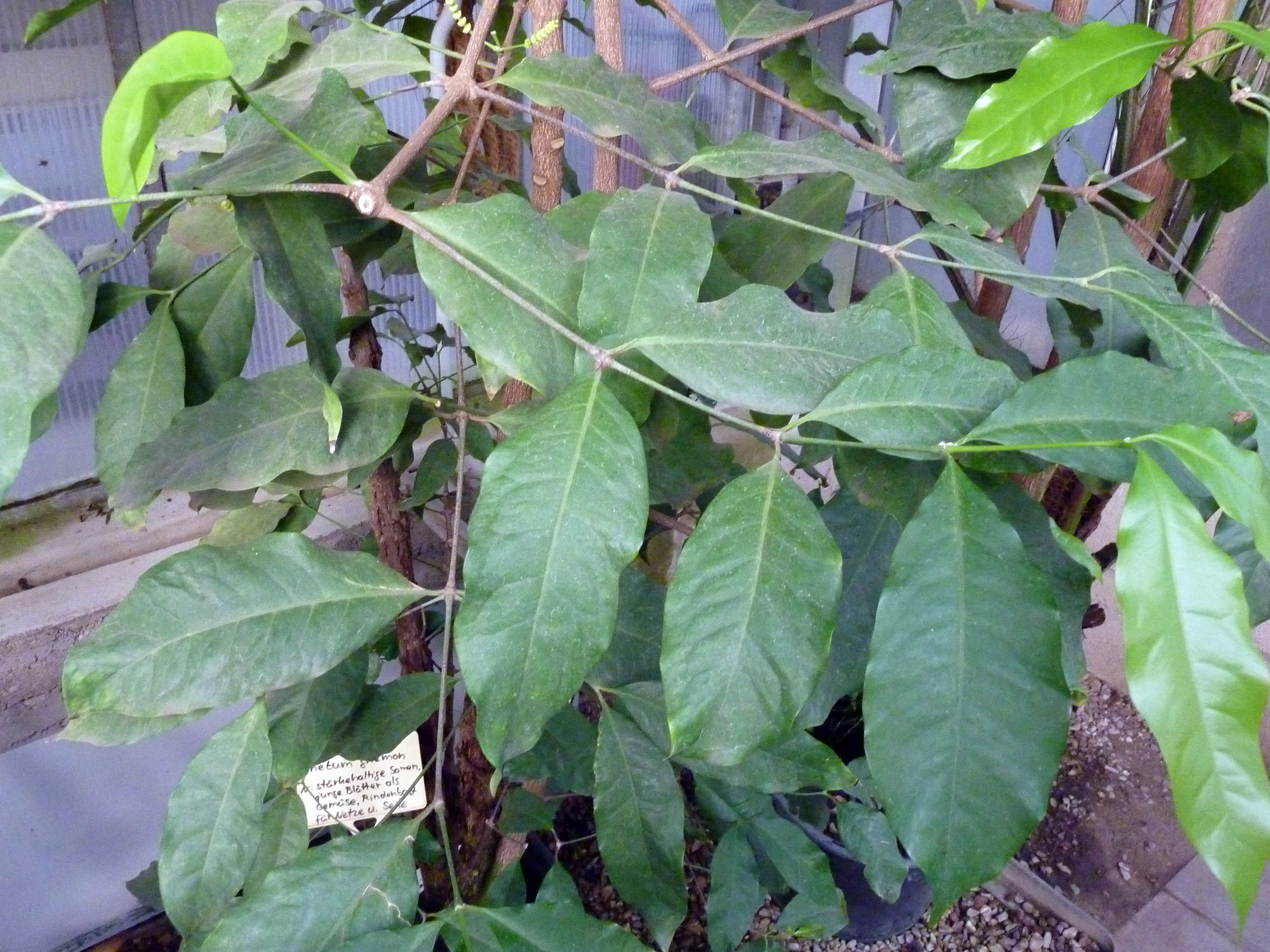
Hojas

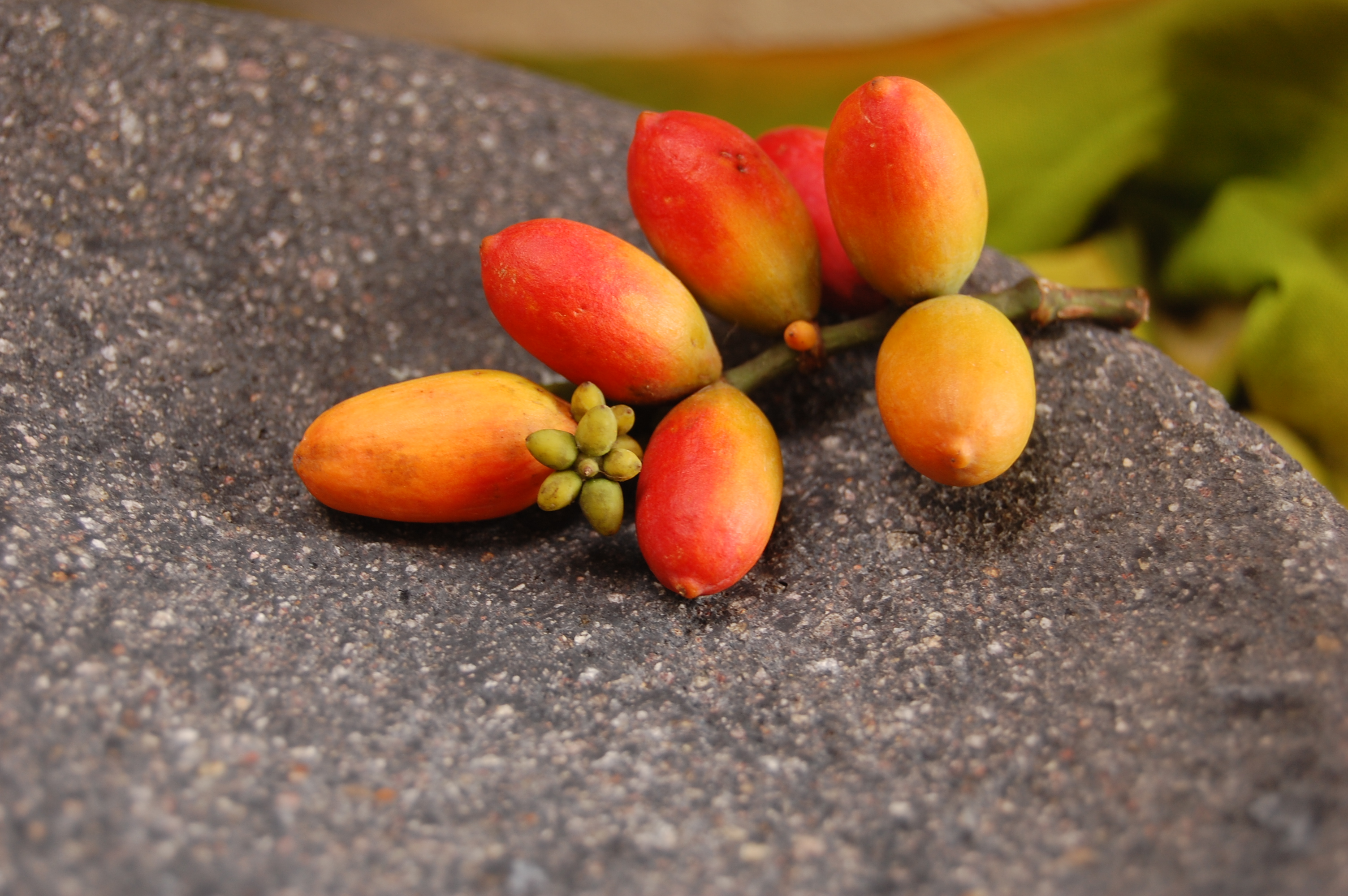
Frutos

## Localización
Es originario de islas de Assam, Indonesia, Malasia, Filipinas y Fiyi.  

## Características
Es un árbol de pequeño a mediano tamaño (a diferencia de la mayoría de los otras especies de  Gnetum, que son lianas), crece hasta los 15 a 20 m de altura. Las hojas son perennes, de 8 a 20 cm de largo y de 3 a 10 cm de ancho, de color verde oscuro brillante. 
Los estróbilos son carnosos, pesan alrededor de 5,5 g, la semilla sólo pesa 3,8 g. Los estróbilos maduran principalmente de junio a septiembre, son alimento para las aves, mamíferos y reptiles.

## Usos
Es muy popular en Indonesia, se utiliza ampliamente en la cocina, las semillas se utilizan para hacer sopa de verduras amargas, son molidas como harina y se fríen como galletas. Las galletas tienen un sabor ligeramente amargo y con frecuencia se sirve como aperitivo o para acompañar platos de Indonesia. Las hojas se utilizan comúnmente para los platos de verduras.
Esta planta se cultiva comúnmente en todo la región de Aceh y es considerado como una hortaliza de alto estatus. 
Además es considerado un antiinflamatorio.
La madera de Gnemon se la utiliza para las vigas de las casas y para los mangos de herramientas. La madera se quema como leña y la pulpa en Indonesia se la utiliza para fabricar papel.
Química
Recientemente, se ha descubierto que tiene estróbilos que son ricos en un compuesto de stilbenoid , el resveratrol que se identificó como un dímero. Este resultado fue publicado en XXIII Conferencia Internacional sobre Polifenoles, Canadá, en 2006.
El resveratrol, que tiene actividad antibacteriana y antioxidante, que funciona como conservante de alimentos, y como inhibidor y potenciador del sabor. Esta especie puede tener aplicaciones en las industrias de alimentos que no utilizan ningún tipo de productos químicos sintéticos en sus procesos.

## Taxonomía
Gnetum gnemon fue descrita por Carlos Linneo  y publicado en Systema Naturae, ed. 12 2: 637. 1767.
Variedades
- Gnetum gnemon var. brunonianum (Griff.) Markgr.
- Gnetum gnemon var. griffithii (Parl.) Markgr.

Sinonimia
- Gnemon ovalifolia (Poir.) Kuntze
- Gnetum acutatum Miq.
- Gnetum ovalifolium Poir.
- Gnetum polystachyum Reinw. ex Blume
- Gnetum silvestris Rumph.
- Gnetum silvestris Brongn.
- Gnetum sylvestre Brongn.
- Gnetum vinosum Elmer[9]

var. brunonianum (Griff.) Markgr.
- Gnemon brunoniana (Griff.) Kuntze
- Gnetum brunonianum Griff.

var. griffithii (Parl.) Markgr.
- Gnemon griffithii (Parl.) Kuntze
- Gnetum griffithii Parl.

## Nombre común
- bago de Filipinas, nabo de Filipinas.[10]